# Rubén Gracia Calmache
Rubén Gracia Calmache známý i jako Cani (* 3. srpna 1981, Zaragoza, Španělsko) je španělský fotbalový záložník, od ledna 2015 hostuje v klubu Atlético Madrid z klubu Villarreal CF.

## Klubová kariéra
Se Zaragozou vyhrál Copa del Rey v sezóně 2003/04 a španělský Superpohár Supercopa de España v roce 2004.